# آناهیت آنانیان
آناهیت آرشاکی آنانیان (ارمنی: Անահիտ Արշակի Անանյան؛  زادهٔ ۹ سپتامبر ۱۹۰۰ - درگذشته ۱۹۸۷) یک کشاورز و برزشناس اهل ارمنستان بود.

## زندگی‌نامه
در ۹ سپتامبر ۱۹۰۰ در بوغوس‌کیلیسا به دنیا آمد و از دانشگاه فنی گرجستان (۱۹۲۶) فارغ‌التحصیل شد.   وی همچنین برنده دانشمند شایسته ارمنستان شوروی، نشان لنین، قهرمان کار سوسیالیست و نشان برجسته افتخار شده است. وی در ۱۹۸۷ در سن ۸۷ سالگی در ایروان درگذشت.

## یادداشت
1. ↑  գյուղատնտեսական գիտությունների դոկտոր
2. ↑  ընտրասերիչ